# MJ Rodriguez
Michaela Antonia Jaé Rodriguez, nota semplicemente come MJ Rodriguez (Newark, 7 gennaio 1991), è un'attrice e cantante statunitense.

## Carriera
Ha ottenuto la fama internazionale per il ruolo di Blanca Evangelista nella serie televisiva Pose, grazie alla quale, nel 2021, diviene la prima persona transgender a ricevere una nomination come miglior attrice agli Emmy Awards e nel 2022 a vincere un Golden Globe.

## Filmografia

### Cinema
- Dear Pauline Jean, regia di Shirley Bruno – cortometraggio (2014)
- Saturday Church, regia di Damon Cardasis (2017)
- Bun in the Oven, regia di Jono Freedrix – cortometraggio (2017)
- Gema, regia di Kenrick Prince – cortometraggio (2018)
- The Big Take, regia di Justin Daly (2019)
- Adam, regia di Rhys Ernst (2018)
- Disclosure (Disclosure: Trans Lives on Screen), regia di Sam Feder – documentario (2020)
- Tick, Tick... Boom!, regia di Lin-Manuel Miranda (2021)
- Skincare, regia di Austin Peters (2024)
- Coka Chicas, regia di Roxine Helberg (2025)

### Televisione
- Nurse Jackie - Terapia d'urto (Nurse Jackie) – serie TV, episodio 4x06 (2012)
- The Carrie Diaries – serie TV, episodio 1x03 (2013)
- The Whitlock Academy – webserie, webisodi 1x01-1x02 (2015)
- [Blank] My Life – webserie, webisodio 1x03 (2016)
- Luke Cage (Marvel's Luke Cage) – serie TV, episodio 1x07 (2016)
- Pose – serie TV, 26 episodi (2018–2021)
- A Black Lady Sketch Show – serie TV, episodio 3x01 (2022)
- Dead End: Paranormal Park – serie animata, 4 episodi  (2022)
- Loot - Una fortuna (Loot) – serie TV, 20 episodi (2022–2024)
- American Horror Story - serie TV, 9 episodi (2023–2024)

### Doppiatrice
- Transformers - Il risveglio, regia di Steven Caple Jr. (2023)

## Discografia

### Singoli
- 2021- Something to Say

### Colonne Sonore
- 2018- Home (from “Pose”)
- 2018- For All We Know (from “Pose”)
- 2019- Love’s in Need of Love Today (from “Pose 2”)

## Teatro
- 2011: Rent – nel ruolo di Angel
- 2016: Runaways – nel ruolo di Pixie
- 2016: Street Children – nel ruolo di Gina
- 2019: La piccola bottega degli orrori – nel ruolo di Audrey

## Riconoscimenti
- Golden Globe
  - 2022 – Miglior attrice in una serie drammatica per Pose
- Critic's Choice Television Awards
  - 2020 – Candidatura alla miglior attrice protagonista in una serie drammatica per Pose
  - 2022 – Candidatura alla miglior attrice protagonista in una serie drammatica per Pose
- Emmy Awards
  - 2021 – Candidatura alla miglior attrice protagonista in una serie drammatica per Pose
- Glaad Media Awards
  - 2022 – Stephen F. Kolzak Award
- MTV Movie & TV Awards
  - 2019 – Candidatura per la miglior interpretazione rivoluzionaria per Pose
- NAACP Image Awards
  - 2024 – Candidatura alla miglior attrice non protagonista in un film per la televisione, una miniserie o uno speciale drammatico per American Horror Story:Delicate

## Doppiatrici italiane
Nelle versioni in italiano delle opere in cui ha recitato, MJ Rodriguez è stata doppiata da:
- Alessia Amendola in Pose, Tick, Tick... Boom!, American Horror Story
- Alessandra Cassioli in Loot - Una fortuna
- Anna Cugini in American Horror Story (12x06-09)